# Червона гаряча романтика
Червона гаряча романтика (англ. Red Hot Romance) — американська кінокомедія режисера Віктора Флемінга 1922 року.

## У ролях
- Бейзіл Сідні — Роуленд Стоун
- Генрі Ворвік — лорд Хау-Грін
- Френк Лалор — король Карамба XIII
- Карл Стокдейл — генерал де Кастанет
- Олів Валері — мадам Пулофф де Плот
- Едвард Коннеллі — полковник Кассій Берд
- Мей Коллінз — Анна Мей Берд
- Рой Етвелл — Джим Конуелл
- Том Вілсон — Томас Сноу
- Лілліан Лейтон — Мамі
- Шнітц Едвардс — синьйор Фрійоль